# Monotoma punctaticollis
Monotoma punctaticollis is een keversoort uit de familie kerkhofkevers (Monotomidae). De wetenschappelijke naam van de soort werd in 1843 gepubliceerd door Charles Nicolas Aubé.